# Yusuf Yazıcı
Yusuf Yazıcı (Trabzon, 1997. január 29. –) török válogatott labdarúgó, az Olimbiakósz játékosa.

## Pályafutása

### Klubcsapatban
A Trabzonspor akadémiáján nevelkedett. 2015. december 21-én aláírta első profi szerződését a klubbal. Másnap a kupában a Gaziantepspor ellen mutatkozott be az első csapatban tétmérkőzésen. 2016. február 7-én a bajnokságban az Akhisar Belediyespor ellen Musa Nizam cseréjeként mutatkozott be. Május 8-án megszerezte első két gólját a Rizespor elleni 6–0-ra megnyert bajnoki találkozón, valamint két gólpasszt is jegyzett. Ezzel a bajnokság legfiatalabb duplázó játékosa lett. December 22-én a kupában a Kızılcabölükspor ellen duplázott az 5–0-ra megnyert mérkőzésen, valamint három gólpasszt is jegyzett. 2017 márciusában meghosszabbította szerződését a klubbal 5 évvel. Még ebben a hónapban a Galatasaray ellen 2–0-ra megnyert bajnoki találkozón gólt szerzett a Manchester United és a PSV Eindhoven megfigyelői előtt.
2017. október 22-én megkapta első piros lapját profi pályafutása alatt a Yeni Malatyaspor csapata ellen. A szezon során 35 tétmérkőzésen lépett pályára és ezeken a találkozókon szerzett 10 gólt. 2019. augusztus 6-án 5 éves szerződést írt alá a francia Lille csapatával. A 12-es számú mezt kapta meg új klubjában. Augusztus 11-én a Nantes ellen a 68. percben csereként debütált a bajnokságban.
2022. január 19-én félévre kölcsönbe került vásárlási opcióval az orosz CSZKA Moszkva csapatához.
2022. szeptember 1-jén a 2022–23-as szezonra kölcsönbe került a Trabzonspor csapatához.
2024. július 1-jén bejelentette távozását a Lille csapatától. 2024. szeptember 28-án hátom éves szerződést írt alá az Olimbiakósz csapatával.

### A válogatottban
2016. február 25-én mutatkozott be a török U19-es labdarúgó-válogatottban a cseh U19-es labdarúgó-válogatott elleni 3–2-re elvesztett barátságos mérkőzésen, a 2. percben a mérkőzés első gólját ő szerezte. November 10-én a török U21-es labdarúgó-válogatottban is debütálhatott a német U21-es labdarúgó-válogatott ellen. 2017. június 11-én a felnőtt válogatottban Koszovó elleni 2018-as labdarúgó-világbajnokság selejtező mérkőzésen mutatkozott be, a 74. percben váltotta Oğuzhan Özyakup, majd a 82. percben gólpasszt adott Ozan Tufannak.

## Statisztika

### Klub
2024. május 6-i állapot szerint.
| Klub                       | Szezon           | Bajnokság            | Bajnokság | Bajnokság | Kupa  | Kupa  | Ligakupa | Ligakupa | Nemzetközi | Nemzetközi | Összesen | Összesen |
| Klub                       | Szezon           | Osztály              | Mérk.     | Gólok     | Mérk. | Gólok | Mérk.    | Gólok    | Mérk.      | Gólok      | Mérk.    | Gólok    |
| -------------------------- | ---------------- | -------------------- | --------- | --------- | ----- | ----- | -------- | -------- | ---------- | ---------- | -------- | -------- |
| Trabzonspor                | 2015–16          | Süper Lig            | 6         | 2         | 3     | 0     | –        | –        | –          | –          | 9        | 2        |
| Trabzonspor                | 2016–17          | Süper Lig            | 18        | 4         | 4     | 2     | –        | –        | –          | –          | 22       | 6        |
| Trabzonspor                | 2017–18          | Süper Lig            | 33        | 10        | 2     | 0     | –        | –        | –          | –          | 35       | 10       |
| Trabzonspor                | 2018–19          | Süper Lig            | 30        | 4         | 4     | 0     | –        | –        | –          | –          | 34       | 4        |
| Trabzonspor                | Összesen         | Összesen             | 87        | 20        | 13    | 2     | 0        | 0        | 0          | 0          | 100      | 22       |
| Lille                      | 2019–20          | Ligue 1              | 18        | 1         | 0     | 0     | 1        | 0        | 6          | 0          | 25       | 1        |
| Lille                      | 2020–21          | Ligue 1              | 32        | 7         | 2     | 0     | 8        | 7        | —          | —          | 42       | 14       |
| Lille                      | 2021–22          | Ligue 1              | 15        | 1         | 2     | 0     | 4        | 0        | 1          | 0          | 22       | 1        |
| Lille                      | 2022–23          | Ligue 1              | 4         | 1         | 0     | 0     | —        | —        | —          | —          | 4        | 1        |
| Lille                      | 2023–24          | Ligue 1              | 27        | 5         | 3     | 2     | 11       | 5        | —          | —          | 41       | 12       |
| Lille                      | Összesen         | Összesen             | 96        | 15        | 8     | 2     | 29       | 12       | 1          | 0          | 134      | 29       |
| CSZKA Moszkva (kölcsönben) | 2021–22          | Orosz Premier League | 10        | 8         | 2     | 0     | —        | —        | —          | —          | 12       | 8        |
| Trabzonspor (kölcsönben)   | 2022–23          | Süper Lig            | 13        | 3         | 1     | 2     | 7        | 0        | —          | —          | 21       | 5        |
| Karrier összesen           | Karrier összesen | Karrier összesen     | 205       | 46        | 24    | 6     | 34       | 12       | 1          | 0          | 265      | 63       |

### Válogatott
2024. június 22-i állapot szerint.
| Nemzet      | Évek     | Pályára lépések | Gólok |
| ----------- | -------- | --------------- | ----- |
| Törökország | 2017     | 4               | 0     |
| Törökország | 2018     | 6               | 0     |
| Törökország | 2019     | 9               | 1     |
| Törökország | 2020     | 8               | 0     |
| Törökország | 2021     | 11              | 1     |
| Törökország | 2022     | 1               | 0     |
| Törökország | 2023     | 2               | 1     |
| Törökország | 2024     | 4               | 0     |
| Összesen    | Összesen | 45              | 3     |

### Válogatott góljai
| # | Dátum                | Helyszín                              | Ellenfél   | Gólja | Végeredmény | Kiírás                                       |
| - | -------------------- | ------------------------------------- | ---------- | ----- | ----------- | -------------------------------------------- |
| 1 | 2019. szeptember 10. | Zimbru Stadion, Chișinău, Moldova     | Moldova    | 4–0   | 4–0         | 2020-as labdarúgó-Európa-bajnokság selejtező |
| 2 | 2021. szeptember 1.  | Vodafone Park, Isztambul, Törökország | Montenegró | 2–0   | 2–2         | 2022-es labdarúgó-világbajnokság-selejtező   |
| 3 | 2023. november 21.   | Cardiff City Stadion, Cardiff, Wales  | Wales      | 1–1   | 1–1         | 2024-es labdarúgó-Európa-bajnokság selejtező |

## Sikerei, díjai

### Klub
- Lille
  - Ligue 1: 2020–21[24]
  - Francia szuperkupa: 2021[25]

### Egyéni
- Az Európa-liga gólkirálya: 2020–21
- A Ligue 1 hónap Játékosa: 2020 december[26]